# 1754
1754. је била проста година.

## Догађаји

### Мај
- 28. мај — Чета колонијалне милиције предвођена Џорџом Вашингтоном је ухватила у заседу француску патролу, што је био повод за почетак Француског и индијанског рата.

## Рођења

### Фебруар
- 11. фебруар — Танаско Рајић, српски устаник.